# San Damián, Mexiko
San Damián är en ort i Mexiko.   Den ligger i kommunen San Miguel de Allende och delstaten Guanajuato, i den centrala delen av landet, 250 km nordväst om huvudstaden Mexico City. San Damián ligger 1 965 meter över havet och antalet invånare är 522.
Terrängen runt San Damián är platt norrut, men söderut är den kuperad. Runt San Damián är det ganska tätbefolkat, med 96 invånare per kvadratkilometer. Närmaste större samhälle är Santa Teresita de Don Diego, 19,7 km öster om San Damián. Trakten runt San Damián består i huvudsak av gräsmarker.